# Vipera barani
Vipera barani är en ormart som beskrevs av Böhme och Joger 1983. Vipera barani ingår i släktet Vipera och familjen huggormar. IUCN kategoriserar arten globalt som nära hotad. Inga underarter finns listade i Catalogue of Life.
Arten förekommer i en mindre region i norra Turkiet nära Svarta havet. Den lever i låglandet och i bergstrakter upp till 2000 meter över havet. Landskapet kännetecknas av klippor och öppna skogar samt buskar.